# Philidris pubescens
Philidris pubescens is een mierensoort uit de onderfamilie van de Dolichoderinae. De wetenschappelijke naam van de soort is voor het eerst geldig gepubliceerd in 1949 door Donisthorpe.